# 4441-es mellékút (Magyarország)
A 4441-es számú mellékút egy közel 9 kilométer hosszú, négy számjegyű országos közút Békés vármegyében; két, északnyugat-délkeleti irányban húzódó fontosabb mellékutat köt össze egymással keresztirányban, egyúttal feltárva és az említett utakkal összekapcsolva Nagybánhegyes települést is.

## Nyomvonala
Magyarbánhegyes és Nagybánhegyes határvonalán ágazik ki a Csanádapáca-Dombegyház(-Arad) közti 4439-es útból, annak 7,100-as kilométerszelvénye közelében, nagyjából délnyugati irányba. Majdnem pontosan a második kilométerénél hagyja el a határvonalat és lép teljesen nagybánhegyesi területre. 2,6 kilométer után éri el a község legkeletibb házait, ott a Medgyesi utca nevet veszi fel. A 3. kilométere után egy derékszögű iránytöréssel északnyugatnak fordul, Kossuth utca néven, majd még a 4. kilométerének elérése előtt egy újabb kanyarvétellel visszatér a délnyugati irányhoz és az Erzsébet királyné utca nevet veszi fel. Mintegy fél kilométer után kilép a belterületről, de továbbra is változatlan irányban halad, amíg bele nem torkollik a 4428-as útba, annak 18,300-as kilométerszelvénye előtt, Nagybánhegyes és Kaszaper határvonalán.
Teljes hossza, az országos közutak térképes nyilvántartását szolgáló kira.gov.hu adatbázisa szerint 8,750 kilométer.

## Települések az út mentén
- (Magyarbánhegyes)
- Nagybánhegyes
- (Kaszaper)